# Đường tỉnh 107
Đường tỉnh 107 hay tỉnh lộ 107, viết tắt ĐT.107 hay TL.107 là đường tỉnh ở huyện Quỳnh Nhai, tỉnh Sơn La.
Đường tỉnh 107 bổ sung đoạn Chiềng Khay – Mường Chiên dài 10 km, tổng chiều dài sau khi bổ sung là 35 km.
Đường tỉnh 107 (Quốc lộ 279 – Chiềng Khay – Tân Uyên, Lai Châu) bắt đầu từ xã Mường Giôn thuộc Km 230+300, Quốc lộ 279, huyện Quỳnh Nhai đến xã Chiềng Khay, huyện Quỳnh Nhai (giáp huyện Tân Uyên, tỉnh Lai Châu) với tổng chiều dài là 35 km.